# Michel Gondry

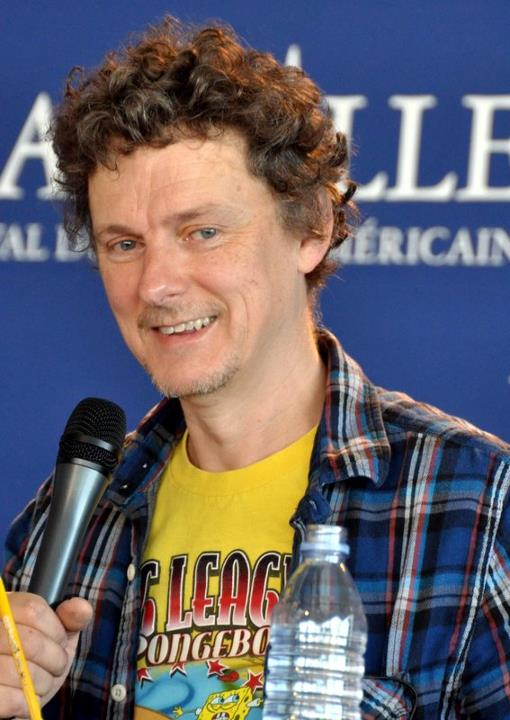
Em 2012, no Festival de Deauville (EUA)

Michel Gondry (Versailles, 8 de maio de 1963) é um cineasta francês. Dirigiu dois filmes do famoso roteirista Charlie Kaufman, Human Nature e Eternal Sunshine of the Spotless Mind. Esse último pelo qual ganhou o Óscar de melhor argumento como corroteirista, em 2005.
Em 2006 dirigiu "La Science des Rêves" ou "The Science of Sleep" ("Sonhando Acordado", no Brasil), com roteiro seu. O personagem principal, Stéphane (interpretado por Gael Garcia Bernal) traz diversos elementos autobiográficos. O apartamento de Stéphane no filme, por exemplo, é o mesmo onde Gondry morou na realidade, 15 anos antes, entre diversas outras coisas.
Em 2008, filmou o projeto "Be Kind, Rewind" ("Rebobine, Por Favor", no Brasil), cujo elenco era composto por Jack Black, Mos Def, Danny Glover e Mia Farrow. A história rodava em torno de uma vídeo locadora que, acidentalmente, tem suas VHS apagadas. Para atender a clientela, o balconista da loja (Def) se junta ao amigo (Black) para refilmar de forma amadora filmes como "Os Caça-Fantasmas", "Robocop", "Conduzindo Miss Daisy" e "Hora do Rush". Tal prática foi batizada de "sweded" ou "suecar". No Youtube, por exemplo, pode-se conferir vários filmes "suecados" por fãs do filme.

## Filmografia

### Filmes
- 2015: Microbe et Gasoil
- 2013: L'écume des jours
- 2012: The We and The I
- 2011: O Besouro Verde
- 2008: Tokyo (segmento "Interior Design")
- 2007: Be Kind Rewind
- 2006: The Science of Sleep
- 2004: Brilho Eterno de uma Mente sem Lembranças
- 2001: A Natureza Quase Humana

### Curtas
- 2003: Pecan Pie
- 2001: One Day...
- 1998: La Lettre
- ????: Three dead people

### Documentários
- 2013: Is the Man Who Is Tall Happy? An Animated Conversation with Noam Chomsky
- 2009: L'épine Dans Le Coeur
- 2005: Dave Chappelle's Block Party

## Clipes
- 2014: "Go" - The Chemical Brothers
- 2011: "Crystalline" - Björk
- 2007: "Declare Independence" - Björk
- 2007: "Dance Tonight" - Paul McCartney
- 2006: "Cell Phone's Dead" - Beck
- 2006: "King of the Game" - Cody ChesnuTT
- 2005: "Heard 'Em Say" (U.S. Version) - Kanye West
- 2005: "The Denial Twist" - The White Stripes
- 2005: "A Ribbon" - Devendra Banhart
- 2004: "Light & Day" (Movie Version) - The Polyphonic Spree
- 2004: "Winning Days" - The Vines
- 2004: "Mad World" (Donnie Darko Soundtrack Version) - Gary Jules
- 2004: "Ride" - The Vines
- 2004: "Walkie Talkie Man" - Steriogram
- 2004: "I Wonder" - The Willowz
- 2003: "The Hardest Button To Button" - The White Stripes
- 2002: "Come Into My World" - Kylie Minogue
- 2002: "A L'envers à l'endroit" - Noir Désir
- 2002: "Dead Leaves and the Dirty Ground" - The White Stripes
- 2002: "Fell in Love with a Girl" - The White Stripes
- 2002: "Star Guitar" - The Chemical Brothers
- 2001: "Knives Out" - Radiohead
- 1999: "Let Forever Be" - The Chemical Brothers
- 1998: "Gimme Shelter" - The Rolling Stones
- 1998: "Another One Bites The Dust" - Wyclef Jean
- 1998: "Music Sounds Better With You" - Stardust
- 1997: "Bachelorette" - Björk
- 1997: "Deadweight" - Beck
- 1997: "Jóga" - Björk
- 1997: "Everlong" - Foo Fighters
- 1997: "A Change Would Do You Good" - Sheryl Crow
- 1997: "Around the World" - Daft Punk
- 1997: "Feel It" - Neneh Cherry
- 1996: "Sugar Water" - Cibo Matto
- 1996: "Hyper-Ballad" - Björk
- 1995:  "Like A Rolling Stone" - The Rolling Stones
- 1995: "She Kissed Me" - Terence Trent D'Arby
- 1995: "Isobel" - Björk
- 1995: "Protection" - Massive Attack
- 1995: "High Head Blues" - Black Crowes
- 1995: "Army of Me" - Björk
- 1994: "Fire On Babylon" - Sinéad O'Connor
- 1994: "Lucas With the Lid Off" - Lucas
- 1994: "Little Star" - Stina Nordenstam
- 1993: "This Is It (Your Soul)" - Hothouse Flowers
- 1993: "It's Too Real (Big Scary Animal)" - Belinda Carlisle
- 1993: "Human Behaviour" - Björk
- 1993: "Believe" - Lenny Kravitz
- 1993: "She Kissed Me" - Terence Trent D'Arby
- 1993: "Voila, Voila, Qu'ça r'Commence" - Rachid Taha
- 1993: "La main parisienne" - Malcolm McLaren, com participação de Amina (não-lançado)
- 1993: "Je Danse Le Mia" - IAM
- 1993: "Snowbound" - Donald Fagen
- 1993: "La Tour De Pise" - Jean François Coen
- 1993: "Hou! Mamma Mia" - Les Négresses Vertes
- 1992: "Les Jupes" - Robert
- 1992: "Two Worlds Collide" - Inspiral Carpets
- 1992: "Close But No Cigar" - Thomas Dolby
- 1992: "Paradoxal Système" - Laurent Voulzy
- 1992: "La Ville" - Oui Oui
- 1992: "How The West Was Won" - Energy Orchard
- 1992: "Les Voyages Immobiles" - Etienne Daho
- 1992: "Blow Me Down" - Mark Curry
- 1992: "Comme Un Ange (Qui Pleure)" - Les Wampas
- 1991: "Dad, Laisse-Moi Conduire La Cad" - Peter & The Electro Kitsch Band
- 1991: "La Normalité" - Les Objects
- 1991: "Sarah" - Les Objects
- 1990: "Ma Maison" - Oui Oui
- 1989: "Queen For A Day" - The Life Of Riley (não-lançado)
- 1989: "Tu Rimes Avec Mon Coeur" - Original MC
- 1989: "Les Cailloux" - Oui Oui
- 1989: "Il Y A Ceux" - L'Affaire Louis Trio
- 1988: "Dô, L'Enfant D'Eau" - Jean-Luc Lahaye
- 1987: "Bolide" - Oui Oui
- 1987: "Junior Et Sa Voix D'Or" - Oui Oui